# Johan Tinglöf
Johan Tinglöf (1751–1812), smed och urmakare i Ekshärad, Värmland.
Hans första och ännu bevarade ur är från 1772. Tornuret till Ekshärads kyrka färdigställde han 1783. Verket med sina många axlar och "rörelser" och nära trettiotal kugghjul av de mest skiftande storlekar har tillverkats endast med hjälp av städ, hammare och andra smidesverktyg. 
Det var Gustav III:s ryska krig 1788–1790, Sverige var utarmat och tvist uppstod mellan smed och kyrka. Allvarligt förtörnad tvangs Tinglöf acceptera socknens underbud med orden: "Ja, klockan skall gå utan vank och brist, men när jag dör skall hon stånda." Så blev det. Efter hans död gjordes flera försök att få igång klockan igen, utan att lyckas. Försök finns antecknade 1852, 1860 och 1883. År 1927 togs Tinglöfs urverk ner och ett nytt urverk sattes upp. 
Den värmländska folktron hävdar att Tinglöf var trollkunnig och i förbund med mörkare makter och att han hade förbannat sitt verk för evigt. Men år 1998 lyckades man efter 186 år få igång uret igen, som numera installerat i klocktornet hos Ekshärads hembygdsgård.